# Trentepohlia doddi
Trentepohlia doddi är en tvåvingeart som beskrevs av Alexander 1922. Trentepohlia doddi ingår i släktet Trentepohlia och familjen småharkrankar. Inga underarter finns listade i Catalogue of Life.